# (19159) Taenakano
(19159) Taenakano est un astéroïde de la ceinture principale.

## Description
(19159) Taenakano est un astéroïde de la ceinture principale. Il fut découvert le 10 octobre 1990 à Kitami par Kin Endate et Kazuro Watanabe. Il présente une orbite caractérisée par un demi-grand axe de 2,77 UA, une excentricité de 0,06 et une inclinaison de 8,5° par rapport à l'écliptique.

## Compléments